# Sabino Bilbao
Pour les articles homonymes, voir Bilbao.
Sabino Bilbao Líbano, né le 11 décembre 1897 et mort le 20 janvier 1983, également appelé Sabino, est un footballeur international espagnol ayant joué comme milieu de terrain.

## Carrière
Né à Leioa en Biscaye, Sabino joue six saisons avec l'Athletic Bilbao (1918-1924), avant la création du championnat d'Espagne. Avec le club basque, il remporte deux Coupes du Roi, en 1921 et 1923.
Sabino a deux sélections avec l'Espagne. Il fait partie de la sélection qui dispute les Jeux olympiques d'été de 1920 à Anvers et qui remporte la médaille d'argent. Ses débuts s'effectuent dans ce tournoi lors d'une victoire 2-1 contre la Suède. Ce match est immortalisé dans les annales du football espagnol : lors de l'action qui a conduit à l'égalisation à un partout, José María Belauste, son coéquipier de club, lui aurait demandé le ballon en disant ceci : "¡A mí el pelotón, Sabino, qué los arrollo!" ("Donne le ballon, Sabino, que je les écrase" en français),. Ces paroles, décrites par le seul journaliste espagnol présent au stade, sont à la base du surnom que porte depuis la sélection espagnole, la furia roja.
Sabino meurt dans sa région, à Getxo, le 20 janvier 1983, à l'âge de 85 ans.

## Palmarès

### En club
- Copa del Rey :
  - Vainqueur en 1921 et 1923

### En sélection
- Médaillé d'argent aux Jeux olympiques d'été de 1920